# مارك تايلور (سائق سباق)
مارك تايلور (بالإنجليزية: Mark Taylor)‏ هو سائق سباق أمريكي، ولد في 16 ديسمبر 1977 في ويمبلدون في المملكة المتحدة.

## وصلات خارجية
- مارك تايلور على موقع DriverDB.com (الإنجليزية)